# Manuel Aparicio
Manuel "Manny" Aparicio (Buenos Aires; 17 de septiembre de 1995) es un futbolista argentino, naturalizado canadiense que juega como centrocampista en el Atlético Ottawa de la Canadian Premier League. Además, es internacional con la Selección de fútbol de Canadá desde 2014.

## Primeros años
Aparicio nació en Buenos Aires (Argentina) y se trasladó a Toronto (Canadá) con su familia en 2004. Comenzó su carrera juvenil en el East York Dragons antes de pasar al Unionville Milliken SC, donde el joven talento fue ojeado y reclutado para la TFC Academy que competía en la Canadian Soccer League.

## Carrera profesional

### Toronto FC
Aparicio firmó su primer contrato profesional en 2013 a la edad de 17 años, convirtiéndose en el octavo graduado de la TFC Academy en el equipo profesional. Apareció en dos amistosos de mitad de temporada para el Toronto FC en 2015, contra los equipos de la Premier League el Manchester City y Sunderland.

#### Wilmington (Préstamo)
Fue cedido a principios de 2014 al Wilmington Hammerheads de la USL PRO después de que ambos clubes formaran una alianza. Fue cedido junto a Quillan Roberts y Daniel Lovitz. Aparicio debutó con el Wilmington en el partido inaugural de la temporada, el 5 de abril de 2014, contra el Penn Football Club.

#### Toronto FC II (Cedido)
Aparicio fue cedido al Toronto FC II el 20 de marzo de 2015. Debutó contra el Charleston Battery el 21 de marzo.
El Toronto FC anunció el 1 de diciembre de 2015 que Aparicio no regresaría al equipo para la temporada 2016 de la MLS.

### SD Órdenes
El 15 de agosto de 2016, Aparicio firmó con la SD Órdenes por un año, disputando 30 partidos de liga y marcando cuatro goles.

### Izarra
En verano de 2017, Aparicio fichó por el CD Izarra, de la segunda división B de España, y disputó 20 partidos de liga esa temporada.

### San Roque
En el verano de 2018, Aparicio fichó por el CD San Roque de Lepe, de la Tercera Federación, y disputó 11 partidos, en los que marcó un gol.

### York9
El 14 de enero de 2019, Aparicio fichó por el club York9 de la Canadian Premier League. La temporada 2019 fue la primera en la historia tanto de la Canadian Premier League como del York9 FC, y antes de que comenzara Aparicio fue nombrado primer capitán de la historia del York9. Aparicio participó en el primer partido de la historia de la Canadian Premier League, un empate a uno en Hamilton, Ontario, contra el Forge FC y dio la asistencia del primer gol de la Canadian Premier League en el minuto 3 del partido. Sin embargo, también se convirtió en el primer jugador en recibir una tarjeta roja en la Canadian Premier League, tras recibir una segunda amonestación por una mano deliberada en el tiempo añadido de la segunda parte.

### Pacific FC
El 6 de noviembre de 2020, Aparicio fichó por el también equipo de la CPL Pacific FC.
Dejó oficialmente el club en enero de 2024, tras haber marcado diez goles y 11 asistencias en 78 partidos entre todas las competiciones para el club.

### Atlético Ottawa
El 22 de marzo de 2024, el Atlético Ottawa anunció el fichaje del centrocampista criado en Toronto, de cara a la temporada 2024 de la liga canadiense.

## Carrera internacional

### Selección juvenil
Aparicio ha representado a Canadá en categorías inferiores. Recibió su primera experiencia con la selección absoluta cuando el seleccionador de Canadá, Benito Floro, lo incluyó en una concentración que el equipo realizó en Sunrise, Florida, en enero de 2014. Posteriormente, formó parte de la selección sub-20 que participó en la Copa Milk del 2014. Representó a Canadá durante los Juegos Panamericanos de 2015, organizado en Toronto. En mayo de 2016, Aparicio fue convocado a la selección sub-23 de Canadá para un par de amistosos contra Guyana y Granada. Vio acción en ambos partidos.

### Selección adulta
Aparicio fue convocado a la selección absoluta para un amistoso contra Colombia en octubre de 2014, donde debutó con el combinado nacional.

## Palmarés

### Club
Pacific FC
- Canadian Premier League: 2021